# 金美淑 (手球运动员)
金美淑（韓語：김미숙，1962年6月10日—），韩国女子手球运动员。她在1984年洛杉矶夏季奥林匹克运动会中，参加了女子手球比赛并为国家队获得银牌。